# Грозинці

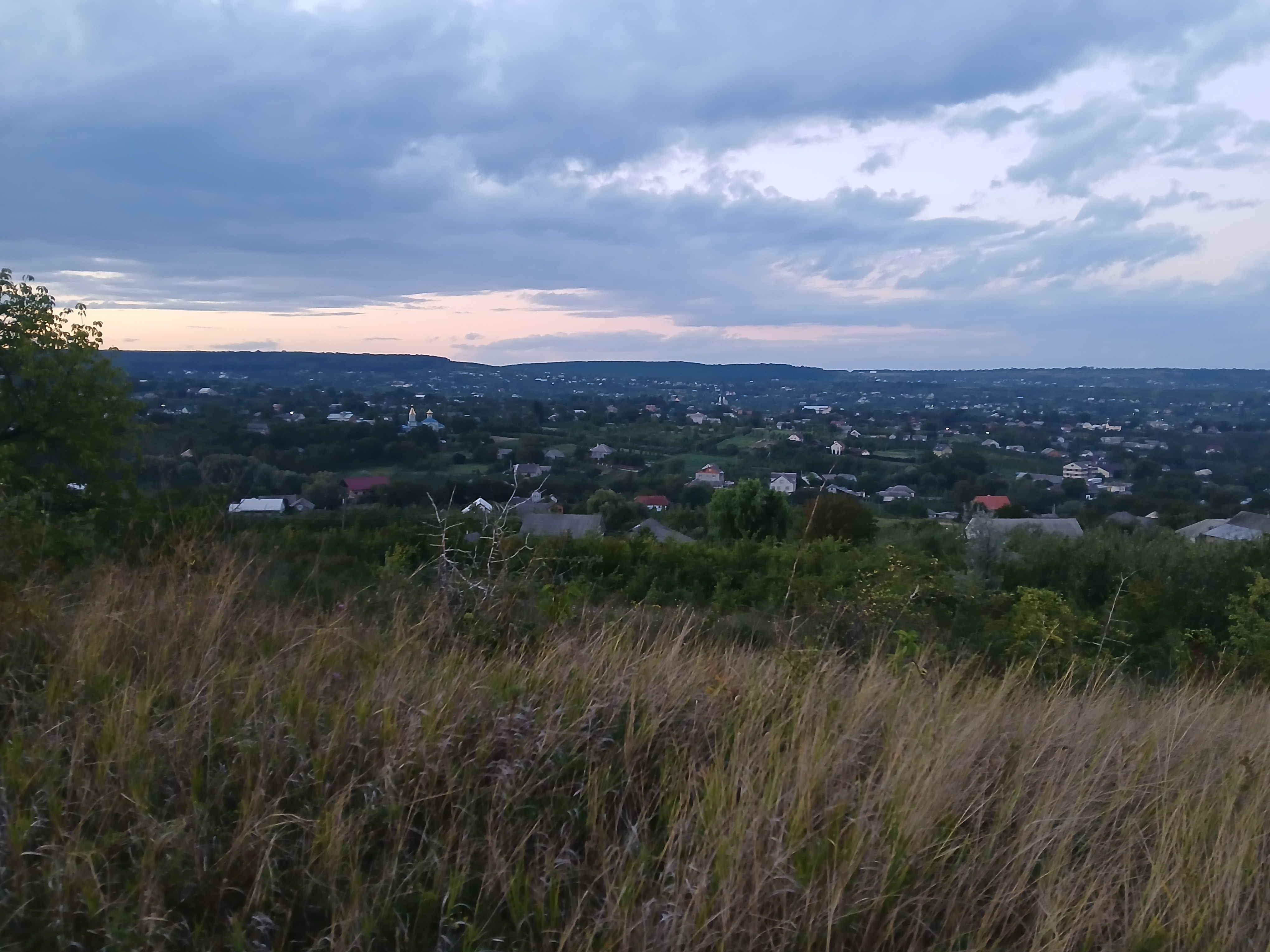
Грозинці. Лисий горб

Гро́зинці — село в Україні, у Топорівській сільській громаді Чернівецького району Чернівецької області.

## Географія
У селі бере початок річка Кип'яча, права притока Рингача.

## Історія
Грозинці — село, центр сільської Ради. Розташовані за 31 км від районного центру, за 19 км від залізничної станції Магала. У Грозинцях є середня школа, Будинок культури, бібліотека; лікарня на 50 ліжок. Споруджено багато добротних будинків.
Вперше Грозинці згадуються в писемних джерелах 1572 року.
Територія села перебувала під владу декілька держав. Русь, Галицьке Князівство, Золота Орда, Молдовське Князівство, Османська Імперія, Австрійська Імперія, Російська Імперія, Молдовска Республіка, Королівство Румунія та СРСР.
Село було центром волості Хотинського Повіту.
В селі велися бої Першої Світової Війни також через село проходила лінія фронту. 
28.11.1918 село окупували Румуни 23.1.1919 селяни брали участь в хотинськом повстанні.
Під час Другої світової війни понад 400 мешканців села боролися з нацистами на різних фронтах, а Д. М.;Голішко, Іван;Єремієвич ;Тодоріко 1914рн. Іван Ісаевич Ткач 1911рн, Ф.X. Бейлишин, Володимир Васильевич Горошов, В К.;Тодоріко, Василь Павлович;Білик, Дмитро Назарович Баблюк 1918рн ;— у партизанських загонах.
Уродженець села А. Г. Фуга — кандидат сільськогосподарських наук, доцент.
На території села виявлені поселення трипільської культури (III тисячоліття до н. е.), ранньослов'янської черняхівської культури (II—VI століття н. е.) та слов'янське городище (IX—X століття н. е.).
Грозинці — батьківщина відомого буковинського краєзнавця і письменника Івана Снігура, який присвятив своєму рідному селу дві книги: «Грозинці на вітрах історії» та «Село між двома кішмами».
Народився Іван Снігур 5 червня 1929 р. у с. Грозинці. З 1949 року розпочав свою роботу в системі Художнього фонду України. У 60-х він яскраво виявив свою творчу вдачу в такій самобутній галузі мистецтва, як декоративна дерев'яна композиція.
У 1960—1961 рр. закінчив 2 курси Ленінградського художнього училища ім. Мухіної. В 1947—1949 рр. працював столярем-різьбярем на підприємстві, з 1949 до 1992 — в системі художнього фонду Спілки художників України та художньо-виробничого комбінату. Працював у різних жанрах мистецтва: живопис, оформлення декорацій, реклама, кераміка, дерево, скло, емаль, ткацтво та різні народні вишивки. Багато уваги приділяє писанкарству та реставрації образів на гутному склі. Впродовж багатьох років займається лозоплетінням, близько 20 років представляє Буковину цим давнім народним промислом на виставках різноманітних рівнів (колекція включає понад 800 видів), підготував 80 майстрів лозоплетіння.
Учасник 24 Республіканських та 7 Всесоюзних виставок народно-прикладного мистецтва, провів 13 персональних виставок (різьби по дереву, живопису, лозоплетіння, писанкарства).
Багато десятків років збирає і вивчає зразки творчості народних майстрів Буковини. Добре знаючи буковинський побут та етнографію, працював консультантом кіностудій Києва, Москви та Кишинева, за його участі знято 13 фільмів («Білий птах з чорною ознакою», «Гадюка», «Яка тепла пізня осінь» та ін.).
Іван Снігур працював кореспондентом газети «Час», друкував статті з історії, мистецтва та побуту. З-під його пера вийшли такі книги: «Легенди Буковини» (1998), «Грозинці на вітрах історії», "Покровитель Буковини — святий великомученик Іван Новий Сучавський (2004), «Чернівці і чернівчани» (2005).

### Епідемія коронавірусу
У березні 2020 року село стало епіцентром поширення коронавірусної хвороби в Чернівецькій області: із 25 зареєстрованих на Буковині випадків (на 21.03.2020) 11 хворих виявлено в сусідньому селі Колінківці. В селі запроваджено особливий режим в’їзду та виїзду, оскільки село тісно прилягає до Колінківців, де 11 хворих. Також особливий режим запроваджено в кількох сусідніх селах.

## Населення
Згідно з переписом УРСР 1989 року чисельність наявного населення села становила 2043 особи, з яких 893 чоловіки та 1150 жінок.
За переписом населення України 2001 року в селі мешкало 2110 осіб.

### Мова
Розподіл населення за рідною мовою за даними перепису 2001 року:
| Мова       | Відсоток |
| ---------- | -------- |
| українська | 98,49 %  |
| молдовська | 0,90 %   |
| російська  | 0,38 %   |
| румунська  | 0,09 %   |
| гагаузька  | 0,05 %   |

## Архітектура

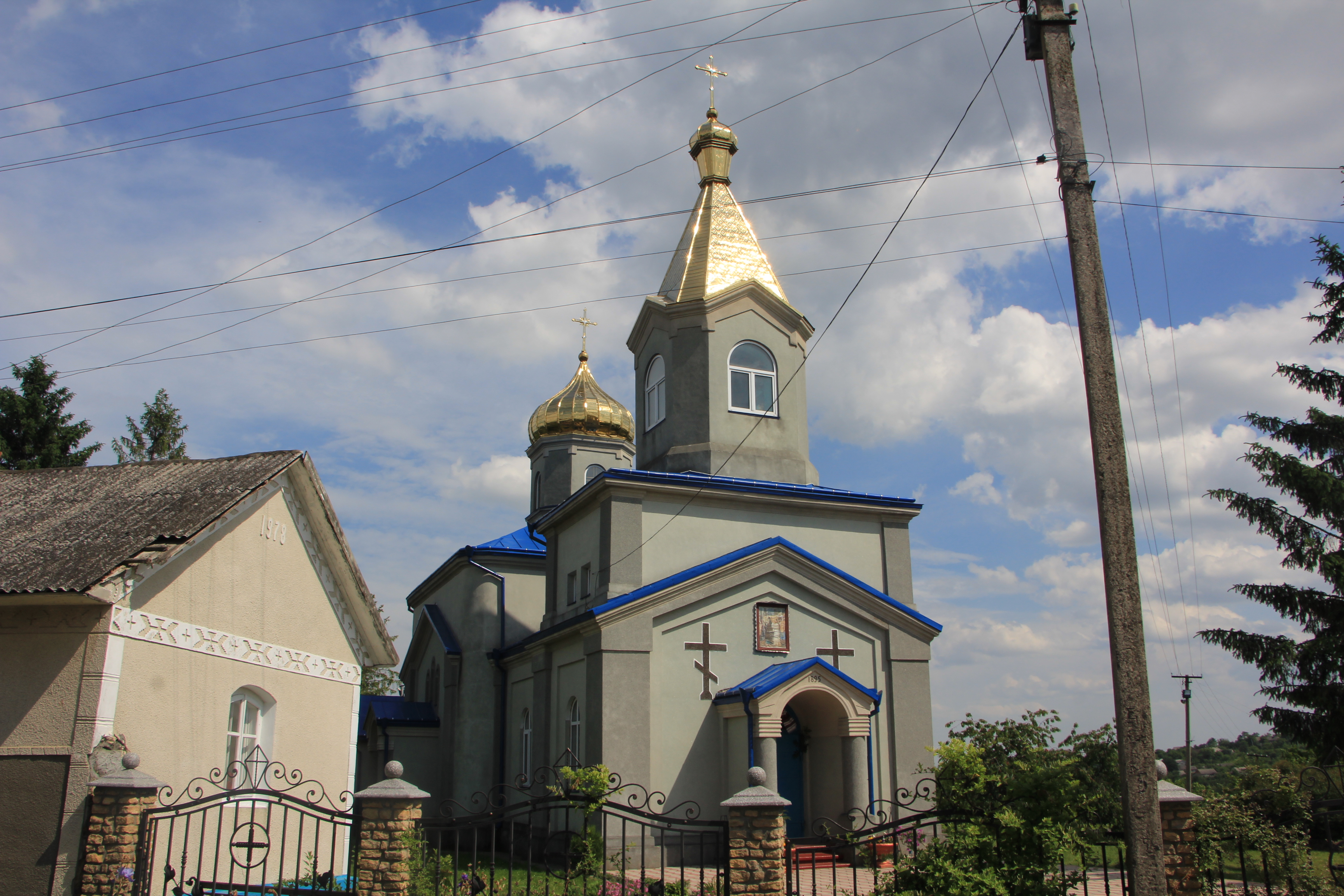
Церква Св. Миколи 1895 с. Грозинці
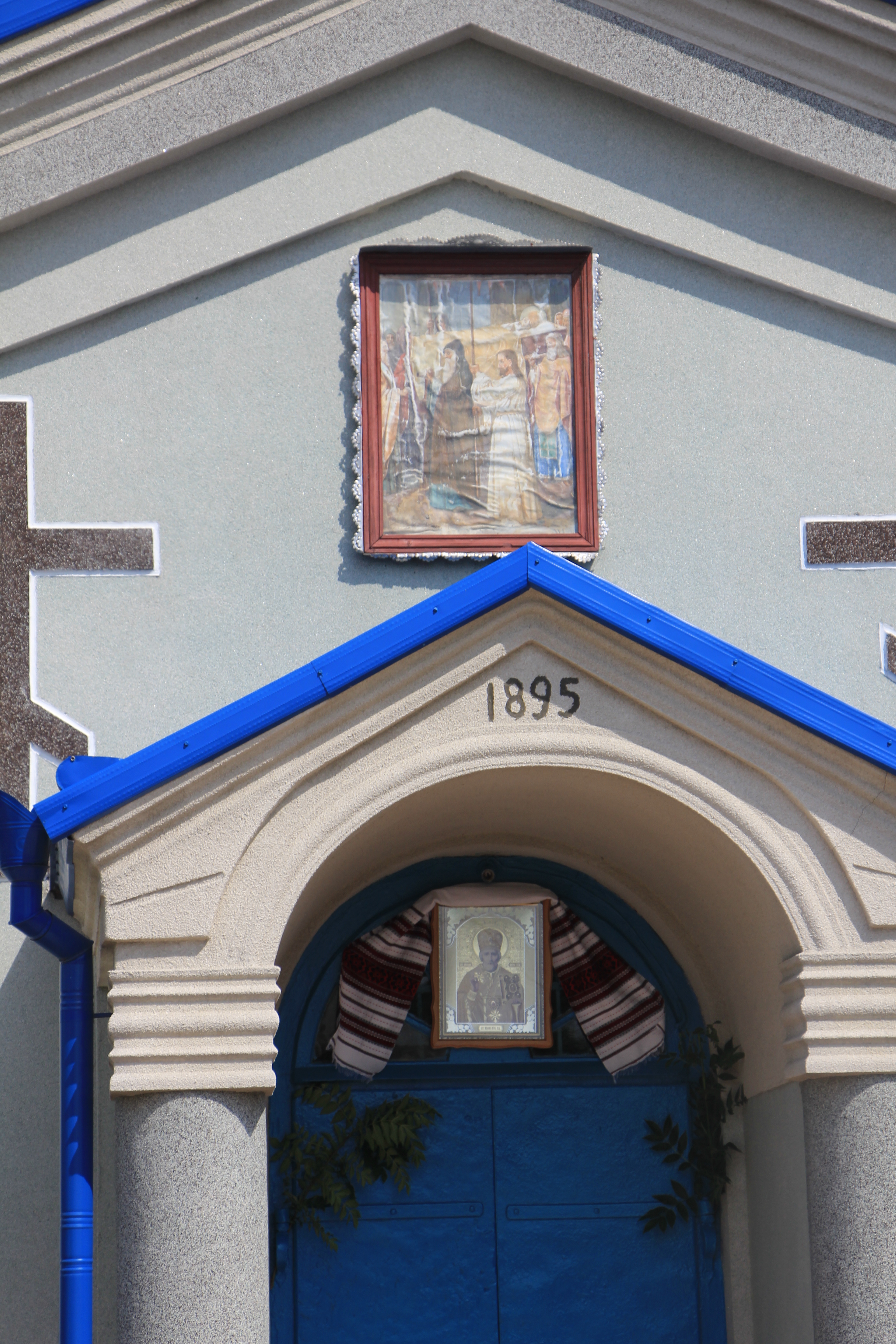
Церква Св. Миколи 1895 с. Грозинці

## Постаті
- Василов Василь Михайлович — Народився 27 січня 1957 р. у с. Грозинці Хотинського району. Закінчив Чернівецький медінститут (1981). Навчався в інтернатурі Кам'янець-Подільської лікарні імені В. І. Леніна за спеціальністю «Хірургія». З 1982 р. — лікар-хірург Сторожинецької ЦРЛ, згодом — лікар швидкої медичної допомоги в м. Чернівцях, з 1983 р. лікар-травматолог Чернівецької міської лікарні № , з 1986 р. — лікар-ординатор травматологічного відділення ЛШМД. У 1995—1997 рр. працював у Лівії. З березня 2000 р. — завідувач ортопедично-травматологічного відділення. Лікар вищої кваліфікаційної категорії. Обласний позаштатний травматолог. Удосконалював професійну майстерність у Польщі, Чехії, Нідерландах.

Лауреат премії ім. В. Залозецького (2001), заслужений лікар України (2007), нагороджений орденом Святого Михаїла (2010). Помер 15 березня 2018 р., м. Чернівці.